# Fazlur Rahman Abdul Aziz
Fazlur Rahman Abdul Aziz (* 15. Mai 1977 in Maradana) ist ein ehemaliger sri-lankischer Fußballspieler.

## Karriere

### Verein
Der Mittelfeldakteur spielte zwischen 2005 und 2020 für die Hauptstadtvereinen Ratnam SC Colombo, Renown SC Colombo sowie Colombo FC. Andere Klubs sind nicht bekannt.

### Nationalmannschaft
Er war Mitglied der sri-lankischen A-Nationalmannschaft und nahm mit dieser am AFC Challenge Cup 2010 teil. Bei diesem Turnier trug er die Rückennummer 8. Im Zeitraum von 2006 bis 2011 sind sieben Länderspiele für ihn verzeichnet worden.
Unter anderem kam in den beiden WM-Qualifikationsspielen gegen die Nationalmannschaft der Philippinen am 29. Juni 2011 und 3. Juli 2011 laut FIFA ein Spieler namens Fazlur Abdul Azeez zum Einsatz. Da jedoch die FIFA als Geburtsdatum den 22. Juni 1983 für diesen Spieler angibt, ist fraglich, ob es sich dabei um den im Artikel beschriebenen Spieler handelt.